# 火炬之光II
《火炬之光II》（英語：Torchlight II）是由位于西雅图的Runic Games开发的一部动作角色扮演游戏，于2012年9月20日发行于Windows平台；2019年9月3日移植到任天堂Switch平台。游戏是《火炬之光》的续作。开发组曾经开发了《暗黑破坏神》、《暗黑破坏神2》、《神话》等游戏。《火炬之光2》继承了《火炬之光》的纹理处理技术。
玩家在游戏中可以单人游戏，多人局域网游戏和在线链接服务器游戏。

## 游戏方式
游戏设有4大关卡，玩家全部通过后即可通关。游戏方式类似《暗黑破坏神》系列。
在游戏里玩家可以选择四种不同的人物职业：塞外客、烬石法师、狂战士、工程师。塞外客使用枪支和弓箭，烬石法师使用元素魔法，狂战士的武器是拳头和爪，工程师使用重型武器。